# Howhannes Gabusjan
Howhannes Gabusjan (armenisch Հովհաննես Գաբուզյան, beim Weltschachbund FIDE Hovhannes Gabuzyan; * 19. Mai 1995 in Jerewan) ist ein armenischer Schachspieler. Seit September 2012 trägt er den Titel Großmeister.

## Leben
Howhannes Gabusjan studierte am Armenischen Staatlichen Institut für Körperkultur und Sport in Jerewan und studiert inzwischen mit einem Schachstipendium an der University of Texas Rio Grande Valley in Brownsville.

## Erfolge

### Einzel
Er gewann verschiedene armenische Juniorenmeisterschaften: U14 (2008 und 2009) sowie U16 (2010 und 2011). Bei Jugendeuropameisterschaften holte er drei Silbermedaillen: 2011 im bulgarischen Albena in der Altersklasse U16 sowie in der Altersklasse U18 2012 in Prag und 2013 in Budva. Ebenfalls Zweiter wurde er bei der Jugendweltmeisterschaft (U20) 2012 in Maribor.
Zu den Turnieren, die er gewann, gehört das 8. internationale Open in Warna im Juni 2014 und das internationale Schachfestival in Honolulu im März 2015. Bei der 14. Universitäts-Weltmeisterschaft im Schach 2016 in Abu Dhabi gewann er die Goldmedaille vor Wladimir Fedossejew und Pawel Ponkratow. 2017 und 2021 gewann er die armenische Einzelmeisterschaft.

### Mannschaft
Mit der armenischen Nationalmannschaft gewann er 2010 die U16-Olympiade im türkischen Burdur. Mit 8 Punkten aus 9 Partien hatte Howhannes Gabusjan dort das beste Ergebnis aller Spieler am dritten Brett. Bei der U16-Olympiade 2011 im türkischen İzmit wurde Armenien mit ihm am zweiten Brett Zweiter hinter Russland, die mit den Großmeistern Daniil Dubow und Wladimir Fedossejew antraten.
Seinen ersten Einsatz in der armenischen Nationalmannschaft der Erwachsenen hatte er am Reservebrett bei der Europameisterschaft 2017 in Limenas Chersonisou.
Mit der University of Texas Rio Grande Valley gewann er 2018 den President’s Cup.

### Normen und Rating
Im April 2012 erhielt er den Titel Internationaler Meister. Die Normen hierfür erzielte er im Februar 2011 in der B-Gruppe des Aeroflot Opens in Moskau mit Übererfüllung, bei dem er gegen vier Großmeister gewinnen konnte (Pawel Smirnow, Michail Ulibin, Alexander Karpatschow und Jewgeni Schaposchnikow), im Juni 2011 beim 4. Karen Asrjan Memorial in Dschermuk sowie im Januar 2012 mit Übererfüllung beim 2. A. Magarjan Memorial in Jerewan. Normen zum Erhalt des Großmeister-Titels hatte er im Juni 2012 erfüllt, und zwar im März 2012 bei Einzeleuropameisterschaft in Plowdiw und im Juni bei einem internationalen Open im bulgarischen Albena. Zwar wurde der Großmeister-Titel im August 2012 beantragt, konnte ihm aber erst im September 2012 verliehen werden, als Howhannes Gabusjan die Elo-Schwelle von 2500 überschritten hatte.
Seine Elo-Zahl beträgt 2579 (Stand: Juli 2023). Mit seiner bisher höchsten Elo-Zahl von 2622 im Juli 2019 lag er auf dem sechsten Platz der armenischen Elo-Rangliste.